# 곽의진
곽의진(郭義珍, 1947년 2월 21일~2014년 5월 25일)은 대한민국의 소설가 겸 시인이다. 배우 겸 연출가 우현의 장모이기도 하고 딸은 배우 조련이며 둘째아들은 영화감독 조운이다.

## 생애
전라남도 진도군 군내면 분토리 출생이며 서울여자중학교와 경기여자고등학교를 졸업했다. 1983년 단국대학교 국어국문학과 학사 학위 이후 1985년 단국대학교 대학원을 석사 학위하였으며, 1983년 단국대학교 대학원 시절, '월간문학' 신인상 공모에 '굴렁쇠 굴리기'가 당선되어 등단했다.
2014년 5월 25일 SBS 프로그램 《자기야 백년손님》에 사위 우현과 함께 출연 중 고혈압으로 쓰러져 병원으로 이송되었으나 회복하지 못하고 향년 68세로 별세하였다.

### 주요 활동
창작집 '비야 비야', '남겨진 계절', '얼음을 깨는 사람들'을 출간하고 1990년 전남매일에 장편소설 『부활의 춤』을 연재해 작품성을 인정받았으며, 1995년 전라남도 진도군 지산면 와우리에 귀향하여 집필실에 '자운토방'이라는 이름을 붙이고 작가 활동을 계속하여 왔다. 
1996년 1월부터 1997년 12월까지 만 2년 동안 문화일보에 『꿈이로다 화연일세』를 연재했다. 
이 작품은 남종문인화의 산실인 '운림산방'을 중심으로 조선조 말 대화가 소치의 생애와 예술을 그린 소설로, 전남의 전통 문화와 선비 정신을 중앙에 널리 알렸다는 평을 받았다. 
동포문학상, 한국소설문학상, 전남문화상을 수상한 바 있으며, (사)삼별초역사문화연구위원회 이사장으로서 진도 역사 알리기에 힘쓰는 동시에 작품 활동을 꾸준히 했었다.

## 학력
- 유달국민학교 (졸업)
- 목포여자중학교 (수료)
- 목포중앙여자중학교 (수료)
- 서울여자중학교 (졸업)
- 경기여자고등학교 (졸업)
- 단국대학교 국어국문학과 (졸업)
- 단국대학교 대학원 문학 (졸업)

## 주요 작품
- 〈전사의 길〉 (2013년)
- 〈민 民 - 백성이여〉 (2009년)
- 〈꿈이로다 화연일세〉 (2008년)
- 〈실팍한 궁둥이〉 (2007년)
- 〈초의선사〉 (2004년)
- 〈향따라 여백 찾아가는 길〉 (2002년)
- 〈타인의 입술처럼〉 (1997년)

## 방송
- 인간극장 (103세 부친과 함께 '세월가면'편에 출연)
- 자기야 - 백년손님 - SBS

## 수상
- 1983년 월간문학 신인상
- 1998년 한국소설 문학상
- 2006년 전라남도 문화상